# Assoziation Marxistischer Studierender
Die Assoziation Marxistischer Studierender (AMS) war ein kommunistischer Studentenverband in Deutschland. Laut Selbstdarstellung war sie der „einzige bundesweite marxistische Studentenverband“ in Deutschland. Parteipolitisch war die AMS der DKP verbunden.
Die AMS wurde 1997 in Leverkusen gegründet und  war an mehreren Universitäten mit Abgeordneten in den Studentenparlamenten vertreten. Damals gehörten der AMS Hochschulgruppen in Jena, Trier und Kiel an.  Die AMS gab die Semesterzeitschrift kommuniqué sowie das unregelmäßig erscheinende Theorieorgan zirkular heraus. Sie beteiligte sich 2009 und 2010 an Bildungsstreiks. Sie wurde vom Bundesamt für Verfassungsschutz als linksextremistisch eingeordnet. 2004 hatte die AMS etwa 60 Mitglieder.